# الإيداتين في جيل السلام
الإيداتين في جيل السلام (باليابانية: 平穏世代の韋駄天達، بالروماجي: Heion Sedai no Idaten-tachi) هي سلسلة مانغا يابانية من تأليف أماهارا ورسم كوول كيوشينجا [الإنجليزية]. نشر من قبل هاكسينشا في مجلة يونغ أنيمال، منذ أغسطس عام 2018. أنتجت إلى مسلسل أنمي تلفزيوني من قبل استوديو مابا، عرض الأنمي في 23 يوليو عام 2021 واستمر عرضه حتى 1 أكتوبر عام 2021، على تلفزيون فوجي في فقرة نويتامينا، وتكون من 11 حلقة.

## القصة
تدور أحداث القصة عن إيداتن وهي الآلهة ظهرت قبل 800 عام عندما كانت البشرية على وشك الدمار بسبب الشياطين وقاتلتهم. في الوقت الحاضر ليس لدى الإيداتن أي خبرة قتالية ويعيشون حياة مسالمة. ولكن شخص ما أعاد إحياء الشياطين.

## الشخصيات
هاياتو (باليابانية: ハヤト، بالروماجي: Hayato)
أداء صوتي: رومي باكو (اليابانية)، جابر جوخدار
```
(العربية)
```

إيزلي (باليابانية: イースリイ، بالروماجي: Īsurii)
أداء صوتي: ميغومي أوغاتا
بولا (باليابانية: ポーラ، بالروماجي: Pōra)
أداء صوتي: يوي هوريه (اليابانية)، أميرة حذيفي
```
(العربية)
```

رين (باليابانية: リン، بالروماجي: Rin)
أداء صوتي: أكيمي أوكامورا (اليابانية)، روعة السعدي
```
(العربية)
```

برونتيا (باليابانية: プロンテア، بالروماجي: Purontea)
أداء صوتي: أكيرا إيشيدا (اليابانية)، محمود حميدة (العربية)
غيل (باليابانية: ギル، بالروماجي: Giru)
أداء صوتي: شيزوكا إيتو
بيسكالات (باليابانية: ピサラ، بالروماجي: Pisara)
أداء صوتي: أسامي سيتو
نيكل (باليابانية: ニッケル، بالروماجي: Nikkeru)
أداء صوتي: سوميري أويساكا
كوري (باليابانية: コリー، بالروماجي: Korī)
أداء صوتي: شيزوكا إيشيغامي (اليابانية)، طارق العربي طرقان	
 (العربية)
نيبت (باليابانية: ネプト، بالروماجي: Neputo)
أداء صوتي: ماسو أمادا
ميكو (باليابانية: ミク، بالروماجي: Miku)
أداء صوتي: ماريا إيسي
براندي (باليابانية: ブランディ، بالروماجي: Burandi)
أداء صوتي: يوكو هونا
تاكيشيتا (باليابانية: タケシタ، بالروماجي: Takeshita)
أداء صوتي: ميتسورو مياموتو
أوبامي (باليابانية: オオバミ، بالروماجي: Oobami)
أداء صوتي: تشو
1. ↑  Mateo، Alex (10 أغسطس 2020). "Coolkyoushinja Confirms Idaten Deities in the Peaceful Generation TV Anime". شبكة أخبار الأنمي. مؤرشف من الأصل في 2020-10-30. اطلع عليه بتاريخ 2020-08-11.
2. ↑  Rivera، Maria (5 نوفمبر 2020). "Idaten Deities in the Peaceful Generation, MAPPA's adult anime will be released in 2021". Asap Land. مؤرشف من الأصل في 2020-11-06. اطلع عليه بتاريخ 2020-11-06.
3. ↑  Hodgkins، Crystalyn (5 نوفمبر 2020). "MAPPA Animates Idaten Deities in the Peaceful Generation Anime for Noitamina in July 2021". شبكة أخبار الأنمي. مؤرشف من الأصل في 2020-11-05. اطلع عليه بتاريخ 2020-11-05.
4. 1 2 3 4  Mateo، Alex (27 مايو 2021). "Idaten Deities in the Peaceful Generation Anime's Trailer Reveals Cast, Staff, July 22 Premiere". شبكة أخبار الأنمي. مؤرشف من الأصل في 2021-06-03. اطلع عليه بتاريخ 2021-05-27.
5. 1 2 3 4 5 6 7 8 9 10  Hodgkins، Crystalyn (27 يونيو 2021). "Idaten Deities in the Peaceful Generation Reveals 3rd Promo Video, More Cast, Opening Theme Artist". شبكة أخبار الأنمي. مؤرشف من الأصل في 2022-11-26. اطلع عليه بتاريخ 2021-06-27.

## وصلات خارجية
- موقع المانغا الرسمي باللغة اليابانية
- موقع الأنمي الرسمي باللغة اليابانية
- Amahara's online manga website باللغة اليابانية
- الإيداتين في جيل السلام على موقع ANN manga (الإنجليزية)